# 応用化学
応用化学（おうようかがく、applied chemistry）とは、化学物質の生産と利用の技術に関する化学を基礎とした研究分野である。古くは工業化学と同義であったが、今日では工業化学、農芸化学、薬化学など広い研究領域を包括する。
化学の分野は一般に、無機化学、有機化学、物理化学および生物化学とそれ以外の領域である応用科学とに分類する場合がある。また、化学の理論的体系を探究する純粋化学（じゅんすいかがく、pure chemistry）とその利用に関する研究の応用化学とに分類する場合もある。